# Manuel Velasco Coello
Manuel Velasco Coello (Tuxtla Gutiérrez, 7 aprile 1980) è un politico e avvocato messicano, governatore del Chiapas dal 2012 al 2018.

## Biografia
Nato a Tuxtla Gutiérrez il 7 aprile 1980, è figlio della politica Leticia Coello Garrido e del neurochirurgo Manuel Velasco Siles, quest'ultimo morto all'età di 39 anni. Si è laureato in giurisprudenza presso l'Universidad Humanitas.

### Carriera politica
Manuel Velasco Coello entra in politica all'età di 21 anni con il partito verde ecologista, diventando deputato locale del Chiapas. Durante questa carica diviene presidente della commissione ecologica del parlamento.
Due anni dopo viene eletto dalla camera dei deputati, divenendo il deputato più giovane della legislatura. Qui diventa vicecordinatore del gruppo parlamentare del suo partito.
Nel 2006, vince e viene nominato senatore. Diventa anche qui il senatore più giovane della storia del paese.
Si candida poi nel 2012 come governatore dello stato nella coalizione PVEM, PRI e Nuova Alleanza vincendo con circa il 68% dei voti. Assume ufficialmente l'incarico l'8 dicembre dello stesso anno. Rimane in carica fino al 29 agosto 2018 e successivamente fino al 7 dicembre dello stesso anno.
Lo stesso anno si candida nuovamente come senatore e viene eletto. Nel giugno 2023 esce dal Senato, annunciando la sua possibile candidatura alle elezioni presidenziali del 2024 con il Partito Verde Ecologista.

## Vita privata
Il 25 aprile 2015 si sposa con l'attrice e cantante messicana Anahí a San Cristóbal de Las Casas con la quale ha due figli: Manuel e Emiliano.